# Николай Сарафов
Николай Ангелов Сарафов е български и германски художник график.

## Биография
Роден е на 17 март 1944 г. в София. Следва във Висшия институт за изобразително изкуство „Николай Павлович“ (1965 – 1970). През 1970 г. емигрира в Мюнхен, където следва в Академията за изобразителни изкуства (1970 – 1976). Става член на групата „DIE GANG“. Сътрудник на Баварското радио и телевизия (1980 – 1982). Между 1976 и 2006 г. е професор по илюстрация във Вюрцбург.
На 12 декември 1986 г. основава Института по багоналистика в Мюнхен. Издава списание „FRAGMENTE“ като официално издание на Института.
Има над 100 самостоятелни изложби в Германия и по света.